# Västervik
Västervik ( PRONÚNCIA) é uma cidade sueca da província da Småland, na região histórica da Gotalândia. É a sede da comuna de Västervik, pertencente ao condado de Kalmar. Possui 13,8 quilômetros quadrados e de acordo com o censo de 2018, havia 21 451 habitantes. É visitada anualmente por muitos turistas.